# 阿尔加尔德帕兰西亚
阿尔加尔德帕兰西亚，是西班牙巴伦西亚自治区巴伦西亚省的一个市镇。总面积13平方公里，总人口424人（2001年），人口密度33人/平方公里。